# Beta2 Sagittarii
Título a ser usado para criar uma ligação interna é Beta2 Sagittarii.
Beta2 Sagitarii (Arkab Posterior,  Sagitarii) é uma estrela na direção da constelação de Sagittarius. Possui uma ascensão reta de 19h 23m 13.06s e uma declinação de −44° 47′ 58.7″. Sua magnitude aparente é igual a 4.27. Considerando sua distância de 139 anos-luz em relação à Terra, sua magnitude absoluta é igual a 1.13. Pertence à classe espectral F2III.